# Rugby à la télévision en France

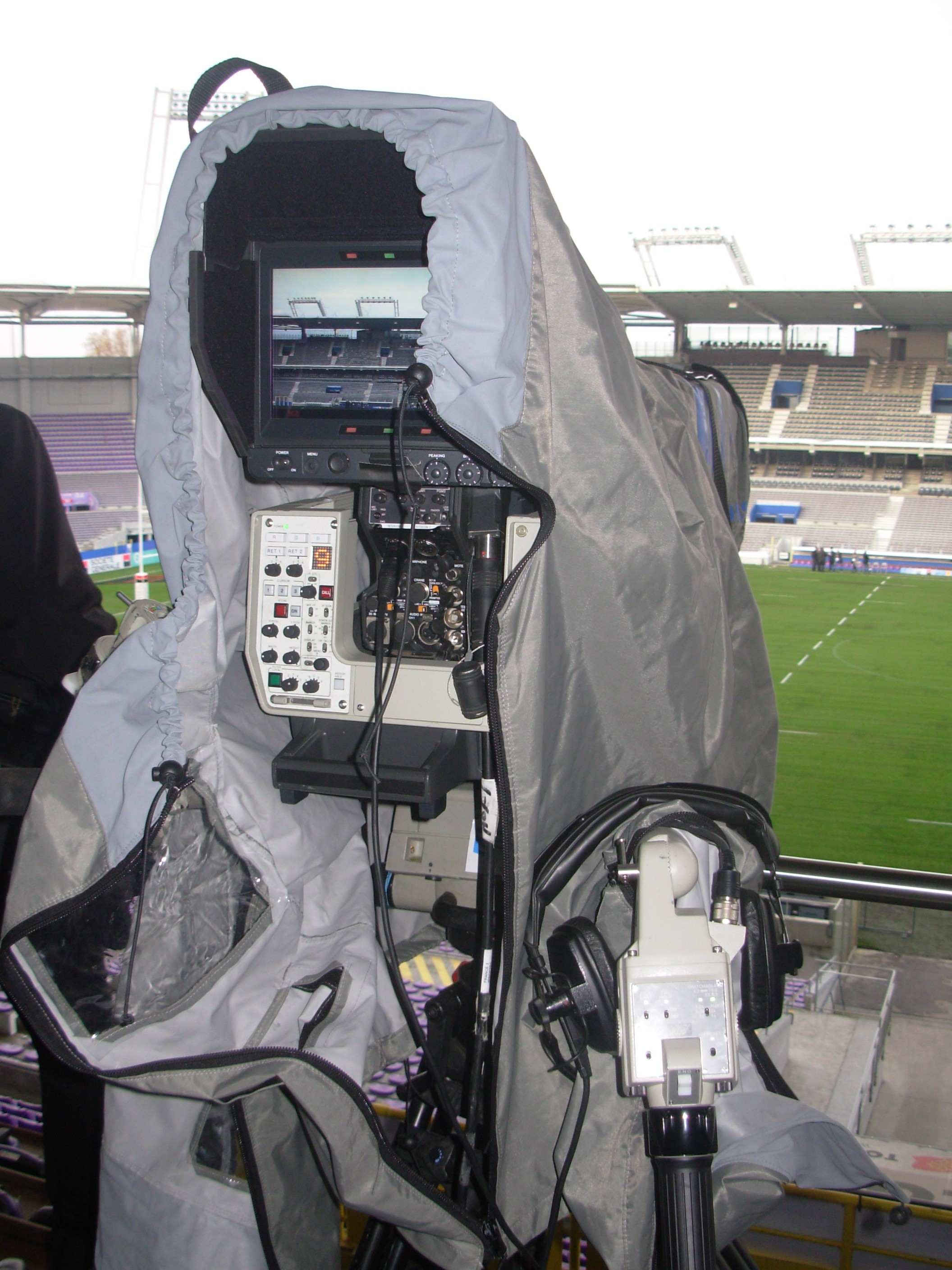
Caméra de France Télévision au Stadium de Toulouse.

Le rugby tient une place particulière à la télévision française, réalisant de fortes audiences, notamment pour les compétitions les plus importantes (Coupe du monde, 6 Nations...). Pour certaines chaînes, il est vital de proposer des contenus sportifs dans leur offre. Cette page recense les diffuseurs des compétitions de rugby à la télévision en France. Certains événements considérés comme importants ne peuvent être diffusés par une chaîne payante : il s'agit des évènements sportifs d'importance majeure.
Le rugby reçoit un traitement télévisuel  différent, selon le « code » pratiqué : ainsi si rugby à XV et rugby à XIII sont sensiblement couverts de la même façon au début de l'apparition de la télévision en France, c'est la version à quinze joueurs qui , fin des années 2010, bénéficie le plus de la faveur des chaînes de télévision.
Que ce soit en rugby à XV ou en rugby à XIII, on note l'apparition tardive à la télévision française du rugby féminin et du rugby « fauteuil ».
D'autres formes de rugby intéressent également de plus en plus les télévisions : le rugby à sept, à VII et à 9.

## Rugby à XV

### Coupe du monde

#### Coupe du monde masculine
| Année | TF1    | France Télévisions | M6 | Canal+          | Eurosport |
| ----- | ------ | ------------------ | -- | --------------- | --------- |
| 1987  |        | Antenne 2          |    |                 |           |
| 1991  |        |                    |    |                 |           |
| 1995  |        |                    |    |                 |           |
| 1999  |        |                    |    |                 |           |
| 2003  |        |                    |    |                 |           |
| 2007  |        |                    |    |                 |           |
| 2011  |        |                    |    | et Canal+ Sport |           |
| 2015  |        |                    |    | et Canal+ Sport |           |
| 2019  | et TMC |                    |    |                 |           |
| 2023  |        |                    |    |                 |           |

La Coupe du monde de rugby à XV est une compétition internationale de rugby à XV créée en 1987. À ses débuts, la compétition connaît une très faible exposition médiatique, et l'équipe qu'Antenne 2 envoie en Nouvelle-Zélande pour couvrir la première édition est très réduite. Au fil du temps, la compétition gagne en notoriété, et ses audiences augmentent au cours des années 1990. En France, TF1 est le diffuseur exclusif des trois éditions des années 1990 (1991, 1995 et 1999) et réalisera un record d'audience avec la finale opposant l'Australie à la France le 6 novembre 1999 avec 14 199 300 télespectateurs. TF1 cède les droits de certains matchs à Canal+ qui diffuse 25 matchs en direct.
France Télévisions acquiert l'exclusivité de la diffusion de l'édition 2003 et répartit la diffusion des matchs entre France 2 et France 3 pour un total de 90h d'antenne. La compétition est alors retransmise en direct depuis l'Australie dans la matinée en France. Au total, 20 matchs sont diffusés sur France 2 (dont la finale, la petite finale et les demi-finales) et 10 matchs sur France 3 (dont deux quarts de finale),. La demi-finale France - Angleterre a rassemblé près de 9,5 millions de téléspectateurs.
La Coupe du monde fait son retour sur TF1 en 2007 11 matchs sont diffusés sur TF1, les 29 autres sont diffusés sur Eurosport. L'ensemble des matchs à partir des quarts de finale sont diffusés sur TF1. TF1 bat à nouveau des records d'audiences avec le quart de finale France-Nouvelle-Zélande regardé par 16 663 920 téléspectateurs et surtout la demi-finale France-Angleterre, regardée par 18,3 millions de téléspectateurs la meilleure audience de l'année 2007.
L'édition 2011 est, comme en 2003, diffusée en direct dans la matinée en France, ce qui l'empêche de battre les records d'audiences de l'édition 2007. Cette édition est aussi marquée par un nombre record de diffuseurs différents en France : TF1 diffuse 20 matchs en direct et en exclusivité dont les 2 demi-finales, le match pour la 3e place et la finale. Canal+ co-diffuse avec France Télévisions 28 matchs en direct. Enfin, Eurosport assure les rediffusions des 48 matchs. La finale France-Nouvelle-Zélande, record d'audience de l'année 2011, est cependant suivie par 15 382 000 téléspectateurs soit une part de marché stratosphérique de 82,3 %.
Pour le Mondial 2015 TF1 diffuse 21 matchs en direct et en exclusivité dont les matchs de la France, les demi-finales, le match pour la 3e place et la finale, Canal+ diffuse 29 matchs en exclusivité et les 21 matchs de TF1 en différé sont diffusés sur Canal+ Sport. Encore une fois, un des matchs réalise la meilleure audience de l'année 2015, il s'agit du match France - Nouvelle-Zélande qui a rassemblé plus de 12 millions de téléspectateurs.
En 2019, le Groupe TF1 diffuse l'intégralité des 48 matchs de la Coupe du monde 2019 sur ces chaînes gratuites de la TNT (TF1 et TMC).Pour la phase de poules, TF1 et TMC diffusent respectivement 21 et 17 matchs. L'ensemble des matchs de la phase finale est diffusé sur TF1.
En 2021, TF1 obtient les droits de diffusion de diffusion des prochaines coupes du monde féminine et masculine, organisées en 2022 et 2023, respectivement en Nouvelle-Zélande et en France. Pour la Coupe du monde masculine en 2023, TF1 sous-licencie 28 des 48 matches de la compétition à France Télévisions et M6. TF1 diffuse 20 matchs en direct et en exclusivité dont deux quarts de finale, les deux demi-finales, le match pour la 3e et la finale. De son côté, France Télévisions récupère 10 matches et un quart de finale tandis que M6, diffuseur pour la première fois cet événement, propose pour sa part un total de 18 matches dont un quart de finale
Lors de la Coupe du monde de rugby à XV 2023, retransmise sur TF1, France Télévisions et M6, 16,5 millions de téléspectateurs ont suivi le quart de finale entre la France et l'Afrique du Sud, qui a vu la France s'incliner au Stade de France sur le score de 28 à 29,.

#### Coupe du monde féminine
| Année | TF1 | France Télévisions   | Eurosport |
| ----- | --- | -------------------- | --------- |
| 2006  |     |                      |           |
| 2010  |     |                      |           |
| 2014  |     | France 4             |           |
| 2017  |     | France 2 et France 4 |           |
| 2021  |     |                      |           |
| 2025  |     |                      |           |

Eurosport diffuse en exclusivité la Coupe du monde de rugby à XV féminin 2006 et celle de 2010 sur ses antennes.
En 2014, la compétition, qui se déroule en France, est diffusée sur Eurosport et sur France 4 (en particulier les matchs de l'Équipe de France et la finale). Cette compétition réunit d'excellentes audiences, et permet notamment à France 4 de réunir 2,2 millions de téléspectateurs pour 10,2% de part d'audience à l'occasion de la demi-finale opposant la France au Canada le 13 août 2014. De son côté, Eurosport diffuse 13 matchs de la compétition en direct, soit en co-diffusion avec France 4, soit en exclusivité pour 6 matchs.
En 2017, France Télévisions et Eurosport se partage à nouveau les droits de la compétition. France Télévisions diffusera en direct tous les matchs de l’Équipe de France ainsi que la Finale. De son côté, Eurosport 2 proposera 14 rencontres en direct dont tous les matchs de l’Équipe de France, plusieurs matchs de poules hors Équipe de France, les demi-finales et la finale.
En 2021, TF1 obtient les droits de diffusion des prochaines coupes du monde féminine et masculine, organisées en 2022 et 2023. Pour la coupe du monde féminine 2022, les plus belles affiches sont diffusées sur TF1 et les autres rencontres sur la plateforme payante MyTF1 Max.
Le 5 octobre 2023, TF1 annonce avoir acquis les droits de diffusion de la Coupe du monde féminine de 2025. Le 6 juin 2025, la chaîne annonce avoir revendu 12 matchs de la compétition à France Télévisions : 9 matchs de poule (dont le match d'ouverture États-Unis/Angleterre, France/Brésil et France/Afrique du Sud), deux quarts de finale et une demie.

### Compétitions européennes

#### Champions Cup
| Diffuseur(s)                      | Période   | Observations |
| --------------------------------- | --------- | --- |
| France Télévisions et Canal+      | 1995-1999 | France Télévisions et Canal+ sont les diffuseurs de la Coupe d'Europe à partir de sa création en 1995. |
| France Télévisions et Canal+      | 1999-2004 | France Télévisions et Canal+ trouvent un accord pour la diffusion des saisons 1999-2000 à 2003-2004. France Télévisions qui est l'acquéreur des droits de la Coupe d'Europe cède à Canal+ plusieurs matchs de phase finale mais conserve la diffusion exclusive de la finale. |
| France Télévisions et Sport+      | 2004-2006 | L'ERC annonce fin-2003 que France Télévisions et Sport+ seront les diffuseurs de la Coupe d'Europe de Rugby en France. En septembre 2004, Sport + renouvelle avec l'ERC son contrat de diffusion de la Coupe d'Europe de Rugby qui court jusqu'à la saison 2005-2006. Le nouveau contrat augmente le volume de diffusion sur Sport+ qui peut diffuser plus de matchs en direct et plus de matchs d'équipes françaises à l'étranger. |
| France Télévisions et Canal+      | 2006-2010 | L'ERC annonce début-décembre 2005 que France Télévisions sera le diffuseur exclusif de la Coupe d'Europe de Rugby (alors appelée H Cup) pour les saisons 2006-2007 à 2009-2010. France Télévisions par ce contrat accroît son volume de diffusion en proposant deux matchs par journée et l'intégralité des phases finales,. France Télévisions cède cependant les droits de diffusion de certains matchs à Canal+. |
| France Télévisions et Canal+      | 2010-2014 | L'ERC annonce à l'occasion de la présentation de la saison 2010-2011 de la H-Cup que France Télévisions et Canal+ seront les diffuseurs de la compétition jusqu'en 2014. |
| beIN Sports et France Télévisions | 2014-2018 | L'EPCR annonce le 2 septembre 2014 que beIN Sports sera le diffuseur principal de la Champions Cup en France pour les saisons 2014-2015 à 2017-2018. Le lot A, constitué de la diffusion d'un match de premier choix de l’European Rugby Champions Cup par journée, est attribué en octobre 2014 à France Télévisions qui diffuse cette compétition sur France 2,. Apparemment, le prix de réserve fixé par l'EPCR, fixé à 27 millions d'euros par saison, n'a pas été atteint. Cependant les droits acquittés par beIN Sports seraient supérieurs à 14 millions d'euros par saison, le niveau des saisons précédentes. Canal+, alors en pleine bataille pour décrocher les droits de diffusion du Top 14 formule une offre jugée décevante et permet à beIN Sports de faire une entrée remarquée dans le rugby à XV. |
| beIN Sports et France Télévisions | 2018-2022 | L'EPCR annonce le 24 mai 2017 que beIN Sports reste le diffuseur principal de la Champions Cup en France pour les saisons 2018-2019 à 2021-2022. France Télévisions obtient dans le contrat la co-diffusion d'une affiche en clair par journée : la meilleure du dimanche après-midi (16h15) sur France 2. À partir de 2019, France 2 co-diffuse une deuxième affiche, le samedi après-midi, lors de chaque journée de poule. Pour les phases finales, la chaîne propose deux matches tant que deux clubs français sont engagés dans la compétition. |
| beIN Sports et France Télévisions | 2022-2026 | Pour la période 2022-2026, beIN Sports et France Télévisions conservent les droits de diffusion de la compétition, désormais également ouverte aux équipes sud-africaines. France 2 diffuse deux rencontres par week-end. |

#### Challenge Cup
| Diffuseur(s)                      | Période   | Observations |
| --------------------------------- | --------- | --- |
| France Télévisions et Eurosport   | 2006-2010 | France Télévisions et Eurosport se partagent la diffusion de la Challenge Cup pour les saisons 2006-2007 à 2009-2010. |
| France Télévisions et Eurosport   | 2010-2014 | France Télévisions et Eurosport continuent de diffuser la Challenge Cup pour les saisons 2010-2011 à 2013-2014. Eurosport diffuse 3 à 4 matchs, dont deux en direct à chaque journée de Challenge et France Télévisions diffuse sur sa chaîne France 4, un match de premier choix lors de chaque journée de compétition ,. |
| beIN Sports et France Télévisions | 2014-2018 | L'EPCR annonce en octobre 2014 avoir trouvé un accord avec France Télévisions pour la diffusion de la Challenge Cup et de la Champions Cup. Concernant la Challenge Cup, France 4 co-diffuse avec BeIN sports le meilleur match de chaque journée ainsi que la finale. beIN Sports avait déjà décroché les droits pour le reste des matchs en même temps que ceux pour la Champions Cup (2 matchs en direct sur BeIN sports à chaque journée). |
| beIN Sports et France Télévisions | 2018-2022 | L'EPCR annonce le 24 mai 2017 que beIN Sports reste le diffuseur principal du Challenge européen en France pour les saisons 2018-2019 à 2021-2022(2 ou 3 affiches par journée de compétition). France Télévisions continue la co-diffusion en clair du meilleur match lors de chaque week-end de Challenge européen sur France 4 le plus souvent le samedi soir. La finale 2021, Leicester Tigers - Montpellier, est diffusée sur France 3.    |
| beIN Sports et France Télévisions | 2022-2026 | Pour la période 2022-2026, beIN Sports et France Télévisions conservent les droits de diffusion de la compétition, désormais également ouverte aux équipes sud-africaines. France 3 diffuse une rencontre par week-end. |

#### Tournoi des Six Nations
Le Tournoi des Six Nations est l'un des événements sportifs d'importance majeure dont les droits sont historiquement détenus par France Télévisions. Les matchs des équipes masculines et féminines sont quasi systématiquement diffusés sur France 2, et sur la chaîne l'Équipe pour les équipes -20 ans.
| Diffuseur(s)       | Période   | Observations |
| ------------------ | --------- | --- |
| France Télévisions | 1992-1995 | Le 15 février 1992 dans Le Tournoi des Cinq Nations France-Angleterre est diffusée en clair sur TF1 et en crypté sur Canal+ puis rediffusée pour la nuit toujours en clair sur Antenne 2 et le 6 juin 1992, à l'occasion de la finale du Championnat de France 1992, France Télévision signe avec la FFR un contrat d'exclusivité sur 3 ans couvrant le Tournoi des Cinq Nations, les matches internationaux du XV de France (incluant les tournées à l'étranger) et le championnat de France. |
| France Télévisions | 1995-1999 | France Télévision annonce le 20 janvier 1995 la reconduction de son contrat avec la FFR jusqu'en 1999 pour 45 millions de francs par année. Ce contrat inclut le Tournoi des Cinq Nations ainsi que les matches internationaux du XV de France. Jusqu'au bout TF1 semblait tenir la corde dans les négociations avec la FFR : la chaîne ayant même signé en juillet 1994 un accord avec la fédération portant sur la diffusion du Tournoi des Cinq nations, des phases finales du championnat de France et des tests-matches des équipes étrangères en France. Cet accord consistait en une option à lever par la FFR avant le 31 décembre 1994. La FFR s'abstient pourtant de lever cette option et reconduit le contrat avec France Télévision en janvier 1995.                                                         |
| France Télévisions | 1999-2003 | |
| France Télévisions | 2003-2005 | France Télévision conclut un accord de principe avec le Comité des Six Nations en septembre 2002 pour la diffusion des éditions 2003, 2004 et 2005 du Tournoi des Six Nations. Cet accord est définitivement confirmé le 20 février 2003. Selon le journal Le Figaro, France Télévisions s'est acquitté de droits annuels s'élevant à 10 millions d'euros pour la période 2003-2005. |
| France Télévisions | 2005-2009 | Le 18 février 2005, le Comité des Six Nations annonce que France Télévision sera à nouveau le diffuseur exclusif du Tournoi des Six Nations pour les éditions 2006, 2007, 2008 et 2009. Selon le journal Le Figaro, les droits acquittés par France Télévisions s’élèvent à 13 millions d'euros (ré-estimé en 2007 à 18 millions d'euros) en augmentation par rapport à la période 2003-2005. France Télévisions était alors en concurrence avec TF1 et M6 qui étaient aussi intéressés par la diffusion du Tournoi. |
| France Télévisions | 2010-2013 | En octobre 2007, le Comité des Six Nations annonce que France Télévision sera à nouveau le diffuseur exclusif du Tournoi des Six Nations pour les éditions 2010, 2011, 2012 et 2013. Les termes financiers de l'accord n'ont pas été révélés mais les estimations tournent autour de 13 millions d'euros annuels,. |
| France Télévisions | 2014-2017 | En octobre 2011, France Télévision reconduit son partenariat avec le Comité des Six Nations. France Télévision sera à nouveau le diffuseur exclusif du Tournoi des Six Nations pour les éditions 2014, 2015, 2016 et 2017. Les termes financiers de l'accord n'ont pas été révélés. |
| France Télévisions | 2018-2022 | France Télévisions annonce le 19 mars 2016, à la veille de la clôture du Tournoi des Six Nations 2016, le renouvellement de l'accord avec le Comité des Six Nations pour la diffusion exclusive du tournoi jusqu'en 2022. Le Comité annonce par contre que les droits du Tournoi des -20 ans, auparavant détenu également par France Télévisions (qui le diffusait sur France 4) n'avait pas été attribués du fait de la faiblesse des offres proposées. Finalement quelques mois plus tard un accord est trouvé avec France Télévisions pour la diffusion du Tournoi des -20 ans et du Tournoi féminin. France 4 retransmettra les matchs de la France jusqu'en 2021. Dès 2022, la chaîne L'Équipe diffuse les matchs des moins de 20 ans tandis que le XV de France masculin et féminin restent sur France Télévisions. |
| France Télévisions | 2023-2025 | |
| France Télévisions | 2026-2029 | [ 44 ] |

### Matchs des équipes nationales
| Équipe                                    | Diffuseur(s)                 | Période          | Observations |  |
| ----------------------------------------- | ---------------------------- | ---------------- | --- |  |
| France                                    | France 2                     | Jusqu'en 2022    | France Télévisions annonce le 19 mars 2016 le renouvellement de l'accord avec la Fédération française de rugby. Les matchs des tournées d'automne et de préparation à la Coupe du monde 2019 seront diffusés en exclusivité sur France 2. France Télévisions sera aussi le diffuseur officiel de l'Équipe de France féminine.                       |  |
| France                                    | Groupe Canal+                |                  | Tournées d'été disputées en Afrique du Sud, Australie ou Nouvelle-Zélande (et en Argentine depuis 2016) grâce à son contrat avec la SANZAAR. |  |
| France                                    | TMC et beIN Sports           | 14 novembre 2017 | Le match supplémentaire de la tournée d'automne joué le 14 novembre 2017 est diffusé exceptionnellement sur TMC et beIN Sports à la suite d'un accord de gré à gré entre la Fédération française de rugby, le Groupe TF1 et beIN Sports. France Télévisions, diffuseur officiel, a renoncé à présenter sa candidature à l'appel d'offres de la FFR. |  |
| France                                    | TF1                          | 30 août 2019     | TF1 a acquis auprès de France Télévisions le dernier match de préparation à la Coupe du monde 2019 des Bleus programmé le 30 août 2019 contre l'Italie. Le groupe TF1 diffuse ensuite l'intégralité de la compétition mondiale en exclusivité. |  |
| France                                    | TF1                          | Juillet 2022     | Tournée d'été au Japon |  |
| France                                    | TF1                          | 2023-2025        | Matchs amicaux avant la Coupe du monde 2023 et tournée d'automne 2024 et 2025 |  |
| Australie Afrique du Sud Nouvelle-Zélande | Groupe Canal+                |                  | Matchs à domicile (le match Nouvelle-Zélande-Samoa disputé le 16 juin 2017 a été exceptionnellement diffusé par beIN Sports). |  |
| Irlande Pays de Galles Écosse             | La Chaîne l'Équipe           | Depuis 2021      | Tournée d'automne (le test-match Irlande-Nouvelle-Zélande joué en novembre 2016 à Chicago a été diffusé par SFR Sport). Diffusés anciennement par beIN Sports (jusqu'en 2021) |  |
| Angleterre                                | La Chaîne l'Équipe           | Depuis 2021      | Anciennement RMC Sport (2016-2020) Altice et la fédération anglaise de rugby signent le 3 novembre 2016 un accord portant sur la diffusion des matchs des tournées d'automne et de préparation à la Coupe du monde de l'Angleterre sur une période de 2016 à 2020. La diffusion commence le 12 novembre 2016 sur SFR Sport 2,.                      |  |
| Italie                                    | La Chaîne l'Équipe           | Depuis 2021      | Anciennement sur Rugby+ : Tournée d'automne 2016, 2017 et 2018 |  |
| Barbarians français                       | La Chaîne l'Équipe           | jusqu'en 2021    | La chaîne l'Équipe diffusera chaque saison la rencontre annuelle à domicile de la Tournée d'automne à compter de la saison 2016-2017 et ce jusqu'à la saison 2020-2021. |  |
| Barbarians français                       | Groupe Canal+ ou beIN Sports |                  | Tournée d'été |  |

### Compétitions françaises

#### Top 14
| Diffuseur(s)                         | Période   | Observations |
| ------------------------------------ | --------- | --- |
| RTF puis ORTF                        | 1957-1974 | |
| Antenne 2                            | 1975-1985 | |
| Canal+ et Antenne 2 (phases finales) | 1985-1992 | Canal+ diffuse le 12 mai 1985 le premier match de rugby à XV de l'histoire de la chaîne, le quart de finale entre le Racing Rugby Club de Nice et le Rugby Club toulonnais. |
| France Télévision et Canal+          | 1992-1995 | France Télévision acquiert le 6 juin 1992 les droits de diffusion du championnat de France de rugby à XV jusqu'en 1994-1995. Le championnat était diffusé sur France 2 et France 3 puis co-diffusé avec Canal+. |
| France Télévision et Canal+          | 1995-1998 | Canal+ est pour la première fois l'un des diffuseur du championnat de France et diffuse son premier match le 9 septembre 1995 pour un coût de 8 millions de francs annuels. France Télévision, notamment avec les antennes régionales de France 3 complète le dispositif. |
| Canal+ et France 2 (phases finales)  | 1998-2003 | Le 26 août 1998, Canal+ remporte les droits exclusifs de diffusion du championnat de France jusqu'en 2003 face à une alliance France Télévision et TPS. Le journal Libération estime que les droits versés par Canal+ montent à 50 millions de francs. Canal+ et France 2 se partagent la diffusion des phases finales. Lors de la saison 2000-2001, des matchs d'Élite 1 sont organisés le dimanche à 15 h pour la première fois depuis la professionnalisation de la division, malgré la mise en concurrence avec les divisions amateur, et afin d'améliorer la couverture télévisuelle mise en place par Canal+. |
| Canal+, Sport+ et France 2 (finale)  | 2003-2007 | En novembre 2002, Canal+ obtient à nouveau les droits de diffusion du championnat de France entre 2003 et 2007 pour un montant annuel d'environ 19,5 millions d'euros. France Télévisions est sélectionnée par la diffusion de la finale du championnat qu'elle co-diffuse avec Canal+. Dans le détail l'accord signé entre la LNR et Canal+ prévoit : - Un match en direct par journée de championnat sur Canal+ le samedi après-midi - Un match par journée de championnat sur Sport+ - Un multiplex de la dernière journée de la première phases ainsi que les phases finales en direct sur Canal+ - La diffusion de Jour de rugby le dimanche midi à partir de janvier 2003 |
| Canal+ et France 2 (finale)          | 2007-2011 | La LNR annonce le 19 février 2007 que Canal+ conservera la diffusion exclusive du Top 14 entre 2007 et 2011. France Télévisions obtient la diffusion de la finale de la compétition pour la même période. À noter qu'Orange obtient les droits de diffusion pour la téléphonie mobile et Eurosport, le droit de diffusion d'un magazine d'actualité et de débat sur le Top 14 et la Pro D2. Canal+ verserait environ 30 millions d'euros de droits par an, un montant en forte augmentation par rapport à la période précédente,. |
| Canal+ et France 2 (finale)          | 2011-2015 | La LNR annonce en mai 2011 que Canal+ conserve les droits du Top 14 pour la période 2011-2015. Canal+ versera en moyenne 31,7 millions d'euros par an pour la diffusion exclusive du championnat. Canal+ obtient aussi pour la première fois les droits de diffusion en vidéo à la demande à partir de la saison 2012-2013 auparavant détenus par le groupe Orange sport qui disparaît en juin 2012. |
| Canal+ et France 2 (finale)          | 2015-2019 | Canal+ maintient son exclusivité sur la diffusion du Top 14 en obtenant le 14 janvier 2014 les droits de diffusion pour la période 2015-2019. Les droits acquittés par Canal+ sont en forte augmentation par rapport au contrat précédent à 71 millions d'euros par an en moyenne, en raison notamment de la concurrence de beIN Sports. C'est alors le contrat le plus cher au monde pour une compétition nationale de clubs en rugby à XV. La LNR annonce en mars 2015 que les diffuseurs de la finale pour la période 2015-2019 seront Canal+, pour une diffusion payante, et France 2 pour une diffusion gratuite,. |
| Canal+ et France 2 (finale)          | 2019-2023 | La LNR, qui avait anticipé son appel d'offres pour la période 2019-2023, annonce le 12 mai 2016 que Canal+ conserve l'exclusivité de la diffusion du Top 14 pour les saisons 2019-2020 à 2022-2023, la chaîne cryptée versera chaque année 97 millions d'euros par an en moyenne à la LNR, un montant record. Elle remporte également le droit de diffusion de la finale en crypté en plus du diffuseur en clair, sélectionné ultérieurement par la LNR,. Le 30 août 2019, la LNR annonce que France Télévisions conserve le droit de diffusion en clair. À partir de septembre 2020, Canal+ accroît l'exposition du championnat en diffusant une rencontre par journée en première partie de soirée le dimanche à 21 h. Cette rencontre est transférée au samedi à la même heure à partir de février 2021 (à la suite de la récupération des droits de la Ligue 1 jusqu'à la fin de la saison 2020-2021). À partir de la saison 2021-2022, une nouvelle programmation propose une affiche de Top 14 le samedi et le dimanche soir à 21h, toutes deux diffusées sur Canal+. C8, chaîne en clair appartenant au groupe Canal+, diffuse quelques rencontres de saison régulière, notamment une affiche parmi le multiplex de la dernière journée. |
| Canal+ et France 2 (finale)          | 2023-2027 | La LNR annonce le 2 mars 2021 que Canal+ conserve l'exclusivité de la diffusion du Top 14 pour les saisons 2023-2024 à 2026-2027. Canal+ versera chaque année 113,6 millions d'euros par an en moyenne, un montant en augmentation de 17 % par rapport au montant du précédent appel d'offres. Le 11 juillet 2022, la LNR annonce que France Télévisions conserve le droit de diffusion en clair. |
| Canal+                               | 2027-2032 | La LNR annonce le 22 mai 2024 que Canal+ est reconduit comme diffuseur du Top 14 pour les saisons 2027-2028 à 2031-2032. Canal+ devra verser chaque année 139,4 millions d'euros par an en moyenne, un montant en augmentation de 14,7 % par rapport à la période précédente (2023-2027). |

En août 2020, Canal+ diffuse pour la première fois deux rencontres amicales de préparation au Top 14 : Lyon OU - Racing 92 à Bourgoin-Jallieu puis Stade rochelais - Stade toulousain à Limoges.
| Période   | En millions d'euros courants |
| --------- | ---------------------------- |
| 1995-1998 | 1,22                         |
| 1998-2003 | 7,62                         |
| 2003-2007 | 19,5                         |
| 2007-2011 | 30                           |
| 2011-2015 | 31,7                         |
| 2015-2019 | 71                           |
| 2019-2023 | 97                           |
| 2023-2027 | 113,6                        |
| 2027-2032 | 139,4                        |

#### Pro D2
| Diffuseur(s)                                                              | Période   | Observations |
| ------------------------------------------------------------------------- | --------- | --- |
| Sport+ et France 3 Régions                                                | 2007-2011 | Le 22 mars 2007, la LNR sélectionne l'offre commune de Sport+ (groupe Canal+) et France 3 Régions pour la diffusion de la Pro D2 pour les saisons 2007-2008 à 2010-2011. Les antennes régionales de France 3 Régions et Sport + assurent la diffusion d'un match en direct lors de chaque journée, ainsi que les demi finales et la finale. Les droits s'élevait alors à 100 000 euros par saison. |
| Sport+, Eurosport et France 3 Régions                                     | 2011-2015 | La LNR annonce en juin 2011 que trois chaînes se partageront la diffusion de la Pro D2 : Sport+, Eurosport et France 3 Régions. L'arrivée d'Eurosport permet une forte augmentation des droits de diffusion qui passent à 1,1 million d'euros par saison soit 10 fois plus qu'entre 2007 et 2011. L'exposition médiatique de la Pro D2 est aussi largement renforcée : le volume de diffusion passant de 1 à au minimum 2 matchs par journée. Les phases finales sont partagées entre Eurosport d'un côté, Sport+ et France 3 de l'autre, tandis que la finale est co-diffusée par les trois chaînes. |
| Eurosport 2, Canal+ Sport et France 3 Régions                             | 2015-2020 | Le 3 avril 2015, la LNR annonce que le groupe Canal+, Eurosport 2 et France 3 ont été sélectionnés pour la diffusion des saisons 2015-2016 à 2019-2020 de la Pro D2. Le montant annuel des droits s'élève à 6,2 millions d'euros, soit un montant substantiellement supérieur à celui de la période 2011-2015 qui s'élevait à 1,1 million d'euros. - Canal+ Sport diffuse le match du jeudi soir à 20h45. Eurosport 2 la rediffusait le lendemain. - Eurosport 2 diffuse le match du vendredi soir à 20h30 et du dimanche à 14h15. Les cinq autres matchs du vendredi soir 20h sont à suivre sur le site internet Eurosport Player. La chaîne obtient aussi les droits de diffusion des magazines consacrés au championnat. - France 3 assure avec Eurosport 2, la co-diffusion de certains matchs du dimanche à 14h15 sur ses antennes régionales. - Concernant les phases finales, France 3 diffuse un barrage, sur ces antennes régionales, une demi-finale et la finale sur son antenne nationale, Canal+ Sport diffuse un barrage, une demi-finale et la finale et Eurosport 2 retransmet les deux barrages, les deux demi-finales et la finale. |
| Canal+ Sport, Rugby+ et C8 (finale 2021 et 2023) puis Cstar (finale 2025) | 2020-2027 | En juillet 2019, Canal+ obtient les droits de diffusion de la Pro D2 de 2020 à 2027. Le groupe va payer 8 millions d'euros, en moyenne, par an. L'obtention des droits par un ayant droit unique permet à celui-ci : - d'avoir un droit de sous-licence des droits auprès d'autres acteurs du marché, sous réserve de conserver une diffusion sur les chaînes de Canal+ d'au moins un match par journée de saison régulière et un match par tour de phase finale, - d'obtenir les droits sur deux cycles (2020-2023 et 2023-2027) pour une durée totale de 7 saisons. En 2020-2021, le groupe Canal+ ne sous-licencie aucun match. Canal+Sport diffuse deux matchs, le jeudi soir et le samedi soir à 20 h 45. Les autres rencontres sont diffusées sur Rugby+ puis sur Canal + Live à partir de septembre 2024. Des rencontres sont parfois diffusées sur Canal+. La finale de 2021 est co-diffusée sur C8, la chaîne gratuite du groupe. À partir de février 2021, Canal+ change sa grille de programme et diffuse désormais un match de Pro D2 le vendredi à 20 h 45 sur Canal+Sport en lieu et place du samedi soir désormais consacré au Top 14. La finale de 2023 est de nouveau proposée en clair sur C8. La finale de 2025 est co-diffusée sur CStar, une chaîne gratuite du groupe |

#### Autres compétitions
| Compétition | Diffuseur(s)          | Période       | Observations |
| ----------- | --------------------- | ------------- | --- |
| Nationale   | La chaîne L'Équipe    | 2021          | Pour la dernière saison de son contrat avec la Fédération, la chaîne L'Équipe n'assure pas de retransmission pendant plusieurs mois,, avant de reprendre début avril 2021. |
| Nationale   | France Télévisions    | 2021          | Deux matchs sont exceptionnellement diffusés en clair et en direct par les antennes régionales de France Télévisions, avant que le contrat de L'Équipe ne soit réactivé : les 14 et 28 mars 2021, les matchs Stade niçois - US bressane et US Dax - Stade niçois sont respectivement couverts par France 3 Alpes, France 3 Rhône-Alpes et France 3 Côte d'Azur, puis par France 3 Côte d'Azur et France 3 Nouvelle-Aquitaine. D'autres rencontres sont encore retransmises après que L'Équipe ait choisi de reprendre ses diffusions. |
| Nationale   | Sportall              | 2022-2023     | L'intégralité de la compétition est diffusée sur la plateforme rugbyzone.tv de Sportall pour la saison 2022-2023, avec une diffusion progressive et gratuite de lancement lors des trois premières journées,. |
| Fédérale 1  | Eurosport             | 2009-2016     | À partir de 2009, Eurosport retransmet une dizaine de rencontres par saison. |
| Fédérale 1  | La chaîne L'Équipe    | 2016-2020     | De 2016 à 2020, la compétition est diffusée en clair sur La chaîne L'Équipe. Elle diffuse des affiches en direct le vendredi soir et/ou le samedi. |
| Élite 1     | France 4 et Eurosport | Jusqu'en 2021 | De 2016 à 2021, Eurosport et France Télévisions co-diffusent en direct la finale de l'Élite 1 féminine. Eurosport retransmet également plusieurs rencontres de saison régulière. Certaines rencontres de la phase régulière sont parfois exceptionnellement diffusées sur les antennes de France 3 Régions. En 2022, la finale est de nouveau diffusée sur France 4. |
| Élite 1     | Groupe Canal+         | Depuis 2024   | En 2024, la FFR, la LNR et Canal+ trouvent un accord pour diffuser quelques rencontres d'Élite 1 autour d'une affiche de Top 14 du même club recevant et dans le même stade. Bordeaux, Clermont, Lyon, Montpellier et Toulouse sont alors les cinq clubs avec les deux équipes en première division. |

### Autres compétitions
| Compétition                 | Diffuseur(s)       | Période            | Observations |
| --------------------------- | ------------------ | ------------------ | --- |
| Championnat du monde junior | La chaîne L'Équipe | Depuis 2023        | La compétition est diffusée sur Eurosport jusqu'en 2015. En 2016, Canal+ diffuse la compétition en intégralité sur ses différentes antennes. En 2017, France Télévisions a proposé les trois matchs de poules des bleuets en direct sur le site et l’application francetvsport, et la demi-finale et la petite finale des bleuets sur France 4. En 2018 et 2019, France 4 diffuse l'intégralité des matchs de l'équipe de France. Les éditions 2020, 2021 et 2022 sont annulées. Depuis 2023, La chaîne L'Équipe diffuse la compétition. |
| Women's Rugby Super Series  | France Télévisions | 2019               | Les 4 matchs de l'équipe de France sont diffusées sur France 2 et France 4. |
| WXV                         | TF1                | Depuis 2023        | À partir de 2023, TF1 diffuse les matchs de l'équipe de France dans le Women XV, la nouvelle compétition regroupant les meilleures équipes féminines du monde. |
| The Rugby Championship      | Groupe Canal+      | Depuis 1996        | |
| Super Rugby                 | Groupe Canal+      | Depuis 1996        | |
| Currie Cup                  | Groupe Canal+      | Depuis 1996        | 1 à 2 matchs en différé par weekend de compétition. |
| Mitre 10 Cup                | Groupe Canal+      | Depuis 1996        | 1 à 2 matchs en différé par semaine. |
| Bledisloe Cup               | Groupe Canal+      | Depuis 1996        | |
| Premiership                 | Sportall           | jusqu'en juin 2022 | À partir de mars 2022, deux ou trois matchs en direct par weekend de compétition. |
| United Rugby Championship   | Sportall           | Depuis 2022        | Trois matchs en direct par weekend de compétition |

## Rugby à XIII

### Contexte
La couverture télévisuelle du rugby à XIII était, de la création de l'ORTF à 1981, assurée par le service public. On considère que la finale du championnat de France de 1981, qui opposait Villeneuve-sur-lot et le XIII Catalan a mis un coup d'arrêt à celle-ci; le match, même s'il n'y pas eu de blessés, avait en effet été interrompu pour des échanges un peu virils,. Cet événement a ensuite été très médiatisé, notamment par la diffusion des images de la finale avortée.
En 2011, un observateur décrit la situation par la boutade suivante, « On voit plus souvent les dragons [catalans] à la TV à Hong Kong qu'en France », et la qualifie d'« écran blanc » pour le XIII.
La situation est alors bien plus nuancée, puisque dès l'apparition des chaines satellites, chaînes câblées et payantes, les opérateurs privés, profitant de l'absence de diffusion sur le service public ont su s'emparer de la diffusion des matches de rugby à XIII en France.
Canal+, notamment avec l'aventure du Paris Saint Germain Rugby League en 1996, est la première chaîne privée à diffuser des matchs de rugby à XIII, comme le match inaugural de la Superleague des parisiens face aux aigles de Sheffield.
La première diffusion par satellite des matchs de rugby à XIII est assurée par la chaine AB Sports, qui diffuse des matchs de rugby à XIII australien et britannique à partir du mois de février 1998, la Fédération française de rugby à XIII constatant de la part de ses membres  « des abonnements individuels, massifs aux bouquet satellites [...] et surtout [l']  immense espoir de voir le silence des ondes et la mise à l'index des images du rugby à XIII enfin brisés ».
La fédération de rugby à XIII encourageant même les « treizistes » à acquérir des paraboles, considérant comme un progrès la diffusion par satellite des matchs « qui transforme les paraboles en ovoïdes ».
Puis c'est au tour des chaînes suivantes de diffuser régulièrement matchs et reportages : Eurosport (avec comme commentateur Philippe Groussard), Pathé Sport, Sport+ et BeIn Sports. Cette dernière ayant réalisé la meilleure opération en monopolisant tous les évènements majeurs du rugby à XIII mondial. Les commentateurs incontournables en sont Louis Bonnery et Rodolphe Pirès. Notons toutefois que si la couverture effectuée par BeIn Sports est d'une qualité reconnue, on constate parfois des ratés mémorables comme lors de la diffusion du match Dragons Catalans contre Wigan au Camp Nou de Barcelone : pour ce match de Super League de 2019, de graves perturbations de la transmission ont lieu lors du dernier quart d'heure de la partie. La presse treiziste anglaise ironise sur la diffusion défaillante de BeIn Sports en se demandant si « quelqu'un à BeIn Sports n'a pas renversé un verre de pastis sur des composants électroniques dans l'excitation » devant la performance des dragons.
Pour pallier la carence du service public et la sous-médiatisation de son sport, la FFR XIII a également développé une webtélé pour diffuser elle-même, et avec une qualité comparable, des matches de championnat via YouTube.
Il semble que le service public n'estime pas encore la « bataille perdue », puisqu'il diffuse parfois, et de manière sporadique des matchs sur les chaînes de son groupe, comme sur France Ô. Cependant, même ce terrain lui est disputé par une chaîne régionale privée, ViàOccitanie, qui diffuse en 2018, avec l'accord de BeIn Sports, la finale de la Challenge Cup et le match des Provinces d'origine (hommes et femmes). En 2019, elle assure également une prestation d'assistance vidéo pour l'arbitrage des matchs qu'elle diffuse.
La multiplication des diffusions de matchs en streaming légal, les fédérations et les clubs préférant parfois directement diffuser les images de leur compétition au public, quitte à vendre elles-mêmes de l'espace publicitaire, devrait contribuer à rendre le rugby à XIII plus accessible au grand public dans les années 2010-2020.
Néanmoins, à l'occasion du débat « XV contre XIII »  qui se déroule à Perpignan au mois de mai 2019, le président de la FFR XIII d'alors, Marc Palanques, souligne la différence entre le XV et XIII au niveau de la couverture télévisuelle : « Bernard Laporte [président de la FFR] reçoit des droits TV. Nous, nous payons la production pour passer à la télévision. Vous vous imaginez le delta ? On me demande 30 000 euros par match pour la diffusion d’un match de l’équipe de France ou pour une demi-finale. C’est inextricable ! Qui dit pas de télé, dit pas de vision. Qui dit pas de vision, dit pas d’intérêt des médias. ».
La même année, BeIn Sports annonce qu'elle interrompt la diffusion des matchs des Dragons catalans qu'elle assurait depuis 2011. Une augmentation des droits demandés est à l’origine de sa décision. À la fin du mois d'aout, on apprend que deux chaines pourraient reprendre la diffusion : L’Équipe ou Canal+. Mais début octobre 2019, le dossier est toujours en suspens. Aucun diffuseur n'est annoncé à cette date. La situation d'écran blanc pour le rugby à XIII semble prendre de plus en plus de consistance.
Néanmoins, en 2019 toujours, une nouvelle chaîne de télévision, Sport en France, fait son apparition. À compter de 2020, elle rediffuse des matchs des différents championnats de France (masculin, féminin, rugby fauteuil).
De plus, en 2020, dans le contexte de reprise de la Super League après le confinement dû à la Covid-19, la chaine L'Équipe diffuse deux à quatre matchs des Dragons catalans,.
En 2021, la retransmission des matchs du championnat de première division connait un fort ralentissement. Ceci en raison de la crise financière qui frappe les chaines du groupe Vià Occitanie, mais aussi de la consommation prématurée du budget allouée par la fédération à la diffusion des matchs. Ce qui pousse celle-ci à faire étaler la diffusion des matchs. Pour compenser cela, les clubs d'Elite 1 mobilisent leurs propres moyens de productions pour diffuser leurs matchs à domicile sur les réseaux sociaux.
La même année, au mois de mars, le dossier de la retransmission des matchs des Dragons catalans, seule équipe française jouant en Super League, semble approcher son dénouement. Le président des Dragons catalans annonce ainsi qu'un accord est sur le point d'être conclu avec une grande chaîne française. La chaîne L'Équipe est évoquée, mais les spéculations semblent plus faire de BeIn Sports ou du groupe Canal+ les chaînes susceptibles de diffuser ces matchs.
Une dépêche publiée par Midi libre le 15 mars 2021 indique finalement que « les Dragons Catalans seront de retour sur BeIn Sports dès le début de la saison de Super League qui débutera le samedi 27 mars ». L'information est confirmée quelques jours après.
Depuis le début des années 2020, on constate que le rugby à XIII est très rarement diffusé sur les chaines TNT, avec parfois quelques diffusions sur la chaine L'Équipe ( matchs des Dragons Catalans).  On note une stabilisation de la diffusion des matchs de la NRL, assurée par BeiN Sports, cette dernière n'en n'assurant pas paradoxalement la promotion. L'essentiel de la diffusion des matchs en France se fait via internet à travers notamment différentes applications, certaines permettant de regarder les matchs directement sur une Smart TV. Une certaine technophilie est requise pour le Treiziste français pour lui permettre de changer d'un média à l'autre et lui permettre de suivre de manière satisfaisante sa discipline en France.

### Compétitions internationales
| Compétition                                 | Diffuseur(s)                                              | Période         | Observations |
| ------------------------------------------- | --------------------------------------------------------- | --------------- | --- |
| Coupe d'Europe masculine des nations        | BeIn Sports, ViàOccitanie                                 | depuis 2012     | Tournoi à la fréquence irrégulière, opposant les meilleures équipes nationales européennes, à l'exclusion de l'Angleterre                 |
| Tournoi des Quatre Nations                  | BeIn Sports                                               |                 | Tournoi opposant les quatre meilleures équipes mondiales                                                                                  |
| Test-matchs internationaux                  | BeIn Sports, La chaîne l'Équipe et Plateforme OURL League |                 | Généralement, les matches préparatoires de l’Équipe de France avant une coupe du monde, les tournées.                                     |
| Coupe du monde masculine                    | BeIn Sports Sport en France Vià Occitanie RMC Twitch      | 2012- 2022 2022 | Évènement récurrent , dont la format a varié au cours de l'histoire, regroupant en 2021 les seize meilleures équipes nationales mondiales |
| Coupe du monde féminine                     | BeIn Sports Sport en France Vià Occitanie RMC Twitch      | 2022            | Évènement récurrent , dont la périodicité et le format ont varié au cours de l'histoire ( meilleurs matchs)                               |
| Coupe du monde fauteuil                     | BeIn Sports Sport en France Vià Occitanie RMC Twitch      | 2022            | Évènement récurrent , dont la périodicité et le format ont varié au cours de l'histoire ( meilleurs matchs)                               |
| Championnat d’Europe des moins de 19 ans    | Sport Uzivo TV                                            |                 | Évènement récurrent , dont la périodicité et le format ont varié au cours de l'histoire                                                   |
| Championnat du monde des nations émergentes | BarTV Sports                                              |                 | Évènement récurrent , dont le format et la périodicité ont varié au cours de l'histoire                                                   |

### Autres compétitions
| Compétition                             | Diffuseur(s)                           | Période             | Observations |
| --------------------------------------- | -------------------------------------- | ------------------- | --- |
| National Rugby League (hommes)          | BeIn Sports                            | Jusqu'en 2023       | Saison complète + phase finale. |
| State of Origin(hommes)                 | BeIn Sports                            | Jusqu'en 2022       | Série de 3 matchs opposant les meilleurs joueurs australiens répartis en 2 sélections : les Queensland Maroons et les New South Wales Blues.                                                  |
| Match des All Stars de la NRL           | BeIn Sports                            | Jusqu'en 2014       | Match opposant les meilleurs joueurs australiens répartis en 2 sélections : les NRL All Stars et les Indigenous All Stars.                                                                    |
| Provinces d'Origine                     | ViàOccitanie                           | 2018                | Match femmes et hommes : Sur le modèle des State of Origin australiens, match opposant les meilleurs joueurs français en 2 sélections: Ouest et Est                                           |
| Super League                            | BeIn Sports                            | Jusqu'en 2019       | Saison complète + phase finale |
| Super League                            | La chaîne L'Équipe                     | 2020                | Quatre matchs des Dragons catalans |
| Super League                            | BeIn Sports                            | 2021                | Matchs des Dragons catalans |
| Challenge Cup                           | La chaîne L'Équipe BeIn Sports         | En 2020 Depuis 2021 | Diffusion en direct de tous les matchs a domicile des Dragons Catalans ainsi que tous les matches à partir des 1/4 finales.[réf. souhaitée] Diffusion de certains matchs des Dragons catalans |
| World Club Challenge                    | BeIn Sports                            | Jusqu'en 2017       | Match opposant le club vainqueur de la Super League et le club vainqueur de la National Rugby League.                                                                                         |
| Championnat de France Élite 1           | ViàOccitanie et Sport en France        | Depuis 2019         | Diffusion de quelques matchs pour la première, rediffusion de ces matchs pour la seconde. |
| Coupe de France                         | France Ô                               |                     | Diffusion aléatoire de finales. |
| Championnat de France Élite 2           | Webtélé de la FFR XIII et ViàOccitanie |                     | Principaux matchs dont finale |
| Championnat féminin                     | ViàOccitanie et Sport en France        | Depuis 2019         | Diffusion de quelques matchs pour la première, rediffusion de ces matchs pour la seconde. |
| Championnat de France de rugby fauteuil | ViàOccitanie et Sport en France        | Depuis 2019         | Diffusion de quelques matchs pour la première, rediffusion de ces matchs pour la seconde. |

## Rugby à sept
| Compétition                                 | Diffuseur(s)                          | Période                           | Observations |
| ------------------------------------------- | ------------------------------------- | --------------------------------- | --- |
| Série mondiale                              |                                       |                                   | Anciens diffuseurs : Groupe Canal+ (2013-2023)                                                                                    |
| Championnat d'Europe                        | La chaîne l'Équipe                    | Depuis 2016                       | Anciens diffuseurs : Groupe Canal+ (2013 et 2014) ; France Ô (2015)                                                               |
| Tournoi européen de qualification olympique | La chaîne l'Équipe et Sport en France | 2019                              | La chaîne Sport en France diffuse l'intégralité du tournoi alors que la chaine L'Équipe diffuse les matchs de l'équipe de France. |
| Jeux olympiques                             | France Télévisions et Eurosport,      | Éditions 2020, 2024, 2028 et 2032 | Anciens diffuseurs : France Télévisions et Groupe Canal+ (2016)                                                                   |
| Supersevens                                 | Groupe Canal+                         | 2020-2027                         | |

Ne sont concernées ci-dessus que les compétitions de rugby à sept, jouées avec les règles adaptées du rugby à XV.

## Rugby à neuf et rugby à VII
Ne sont concernées ci-dessous que les compétitions de rugby à neuf et de rugby à VII, jouées avec les règles adaptées du rugby à XIII.
| Compétition                 | Diffuseur(s) | Période | Observations                                                                               |
| --------------------------- | ------------ | ------- | ------------------------------------------------------------------------------------------ |
| Coupe du monde de rugby à 9 | OVO          | 2019    | Compétition créée en 2019 : oppose des nations (un tournoi masculin et un tournoi féminin) |